# 馬太后 (前涼)
马太后（—363年），名字及籍貫不詳，中国十六国时代前凉王张骏的宠妃，张重华的母亲。她先後與掌政的張祚及張邕私通，張祚更利用其影響力廢黜了張曜靈自立。

## 生平
馬氏有美貌，張駿在位時假涼王，以馬氏為昭儀。兒子張重華於建興三十四年（346年）繼立，尊嫡母严王后为大王太后，居於永训宮，尊生母马氏为王太后，居於永寿宮。
建兴四十一年（353年），张重华死，世子张曜灵即位。馬氏卻早就和张重华的庶兄张祚通奸，張祚就對她稱張曜靈年紀太小，國家應該立一個年長君主，煽动她废掉孙子张曜灵。馬氏照辦，张祚遂在趙長等人推舉之下登位。
張祚登位後淫亂張重華的後宮及女兒，又施行不合理的政策，大失民心。後更試圖剷除河州刺史張瓘，遭其起兵反撲，宋混兄弟以及張瓘弟張琚等都先後起事，並兵臨姑臧。昔日擁立了張祚的趙長恐懼，召來馬氏出殿，因張曜靈已為張祚所殺，故改立了馬氏的幼孙、张重华的小儿子张玄靓为主。趙長等雖為易揣等所殺，但宋混等人攻入了宮中，殺死了張祚，還是推舉了张玄靓為涼州牧。張玄靚繼位後尊馬氏為太王太后。
建興四十九年（361年），時掌政的宋混病重，馬氏就與張玄靚去探望他，並問及其身後之事，宋混遂推薦其弟宋澄接替自己。同年宋混去世，宋澄接任，但張邕因為厭惡宋澄專政而發動政變盡滅宋氏，自與張天錫一同掌政。張邕當權後濫用刑罰，更與馬氏私通，樹立黨羽，令國民不滿，張天錫於是乘機起兵殺死張邕，獨自掌政。
升平七年（363年），马太后去世。